# اقترانية زيجوتية

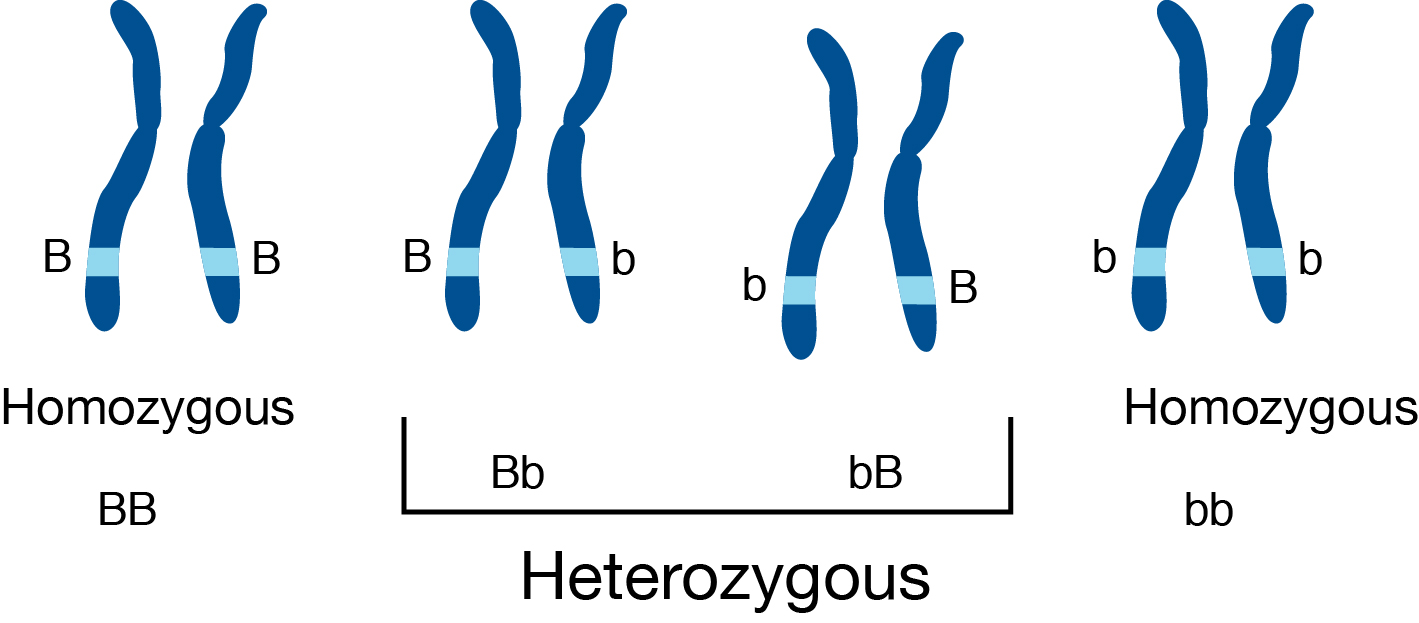
كروموسومات: اقترانية زيجوتية متماثلة homozygous ، واقترانية زيجوتية غير متماثلة heterozygous

الاقترانية الزيجوتية (بالإنجليزية: Zygosity)‏ (تُشتق كلمة زيغوت من الكلمة اليونانية «زيغوت» أي المقترن، والتي تعود بدورها إلى «زيغون» أي الاقتران)، وهي الدرجة التي تشترك فيها نسختان من الصبغي أو الجين بنفس التسلسل الجيني. بمعنى آخر، تمثل درجة تشابه الأليلات في الكائن الحي.
تحتوي معظم حقيقيات النوى على مجموعتين متطابقتين من الصبغيات؛ أي أنها ثنائية الصيغة الصبغية. تمتلك الكائنات ثنائية الصيغة الصبغية نفس المواقع على الزوجين للصبغيات المتوافقة، ولكن قد تختلف التسلسلات في هذه المواقع بين اثنين من الصبغيات في زوج مطابق وقد لا تتطابق بعض الصبغيات كونها تشكل جزءًا من النظام الصبغي لتحديد الجنس. إذا كان الأليلان متماثلين في الكائن ثنائي الصبغيات، يعتبر الكائن الحي متماثل الزيغوت (متماثل اللواقح) في هذا الموقع. في حال كانا غير متماثلين، يعد الكائن الحي متغاير الزيغوت (متغاير اللواقح) في هذا الموقع. إذا تبين وجود أليل واحد مفقود، يعتبر الكائن نصفي الزيغوت، أما إذا كان كلا الأليلين مفقودًا، يكون بالتالي عديم الزيغوت.
يختلف تسلسل الحمض النووي للجين من فرد إلى آخر أغلب الأحيان. تسمى هذه الاختلافات بالأليلات. تمتلك بعض الجينات أليلًا واحدًا فقط بسبب انخفاض التباين، ويمتلك بعضها الآخر أليلًا واحدًا فقط لأن الانحراف عن هذا الأليل قد يكون ضارًا أو قاتلًا. تحتوي معظم الجينات أليلين أو أكثر. يختلف شيوع الأليلات المختلفة باختلاف السكان. تضم بعض الجينات أليلات ذات توزيعات متساوية. لا تؤثر الاختلافات في الأليلات على الأداء الطبيعي للكائن الحي على الإطلاق أغلب الأحيان. قد يكون أحد الأليلين شائعًا والآخر نادرًا في بعض الجينات. يكون أحد الأليلين مسببًا للمرض في بعض الأحيان بينما يكون الأليل الآخر سليمًا.
في الكائنات ثنائية الصيغة الصبغية، يورث أليل واحد من الوالد الذكر والآخر من الوالد الأنثى. تعرف الاقترانية الزيغوتية على أنها وصف ما إذا كان هذان الأليلان يمتلكان تسلسلًا متطابقًا أو مختلفًا للحمض النووي. يستخدم مصطلح «الاقترانية الزيغوتية» في بعض الحالات في سياق صبغي واحد.

## الأنواع
تستخدم كلمات متماثل الزيغوت، ومتغاير الزيغوت، ونصفي الزيغوت لوصف النمط الجيني لكائن حي ثنائي الصبغيات في موضع واحد على الحمض النووي. يصف مصطلح متماثل الزيغوت نمطًا وراثيًا يتكون من أليلين متطابقين في موضع معين، ويصف مصطلح متغاير الزيغوت نمطًا وراثيًا يتكون من أليلين مختلفين في موضع معين، أما نصفي الزيغوت فيدل على نمط وراثي يتكون من نسخة واحدة فقط من جين معين في كائن ثنائي الصبغة في باقي المواقع، ويشير عديم الزيغوت إلى كائن حي ثنائي الصبغيات يفتقد نسختي الجين.

### متماثل الزيغوت
يقال إن الخلية متماثلة الزيغوت لجين معين حين يحمل كلا الصبغيين المتماثلين أليلات متطابقة لذلك الجين.
يحمل الفرد الذي يكون متماثل الزيغوت السائد لسمة معينة نسختين من الأليل الذي يرمز إلى السمة السائدة. يُشار إلى هذا الأليل عادةً، والذي يُطلق عليه غالبًا «الأليل السائد»، بالحرف الكبير المستخدم للسمة المتنحية المقابلة (مثل الحرف «P» الذي يُستخدم للأليل السائد المنتج لأزهار أرجوانية في نبات البازلاء). حين يكون الكائن الحي متماثل الزيغوت السائد لسمة معينة، يُرمز نمطه الوراثي بمضاعفة حرف تلك السمة، مثل «PP».
يحمل الفرد الذي يكون متماثل الزيغوت المتنحي لسمة معينة نسختين من الأليل الذي يرمز إلى السمة المتنحية. يُشار إلى هذا الأليل عادةً، والذي يُطلق عليه غالبًا «الأليل المتنحي»، بالحرف الصغير المستخدم للسمة السائدة المقابلة (ونأخذ المثال أعلاه، إذ يشير الحرف «p» للأليل المتنحي المنتج لأزهار بيضاء في نبات البازلاء). يُرمز النمط الوراثي للكائن الحي متماثل الزيغوت المتنحي لسمة معينة بمضاعفة حرف تلك السمة، مثل «pp».